# Zirconiumsilicat
Zirconiumsilicat ist eine anorganische chemische Verbindung des Zirconiums aus der Gruppe der Silicate.

## Vorkommen
Zirconiumsilicat kommt natürlich in Form des Minerals Zirkon vor.

## Gewinnung und Darstellung
Zirconiumsilicat kann durch Reaktion von Zirconium(IV)-oxid und Siliciumdioxid in einem Lichtbogen gewonnen werden.

## Eigenschaften
Zirconiumsilicat ist ein hellgrauer geruchloser Feststoff, der praktisch unlöslich in Wasser, Säuren und Alkalien ist. Er zersetzt sich bei Temperaturen über 1675 °C in Zirconium(IV)-oxid und Siliciumdioxid, wobei sich zuerst Siliciumdioxid in einer metastabile Phase abscheidet. Er besitzt eine tetragonale Kristallstruktur mit der Raumgruppe I41/amd (Raumgruppen-Nr. 141).

## Verwendung
Zirconiumsilicat wird zur Herstellung von feuerfesten Materialien für Anwendungen verwendet, bei denen Korrosionsbeständigkeit gegenüber Alkalien erforderlich ist. Es wird auch bei der Herstellung einiger Keramiken, Emaillen und Keramikglasuren verwendet. In Emaillen und Glasuren dient es als Trübungsmittel und kann auch in einigen Zementen enthalten sein. Eine weitere Verwendung von Zirconiumsilicat ist Staub zum Mahlen und Schleifen. Früher wurden Zirkonsilicate auch als Pigmente eingesetzt.